# 次世代アイドル発掘バラエティー 人気者になろう!
『次世代アイドル発掘バラエティー 人気者になろう!』（じせだいアイドルはっくつバラエティーにんきものになろう）は、2015年7月2日から9月17日まで毎週金曜日未明（木曜日深夜）に日本テレビで放送されていたバラエティ番組である。

## 概要
以前放送された『アイドルの穴〜日テレジェニックを探せ!〜』の後継番組にあたる。
日テレジェニックを目指す若手グラビアアイドル11名が、人気者になる為毎週さまざまな課題にチャレンジする。最終回で日テレジェニックの正式メンバーが番組で発表された。
地上波以外ではHulu、CS日テレ･プラスでも放送される。
2015年度はリニューアルされサバイバル要素が無くなった『次世代アイドル発掘バラエティー 人気者になろう!』が放送される。
この放送を最後に1998年から17年にわたって開催されていた『日テレジェニック』は事実上終焉を迎えた。

## 出演
- MC:千鳥

- 出演した日テレジェニックファイナリスト

※◎はMVP、○は高評価（個人・チーム）
| 候補生     | 取材会 | 第1回 | 第2回 | 第3回 | 第4回 | 第5回 | 第6回 | 第7回 | 第8回 | 第9回 | 第10回 | 第11回 | 第12回 |
| ---------- | ------ | ----- | ----- | ----- | ----- | ----- | ----- | ----- | ----- | ----- | ------ | ------ | ------ |
| 青山ひかる |        |       | ◎     |       | ◎     |       |       | ◎     |       | ○     |        | ○      |        |
| 赤澤杏奈   |        |       | ○     |       |       |       |       |       | ○     | ○     | ◎      |        |        |
| 大澤玲美   |        | ◎     |       | 欠席  |       |       |       | ◎     |       |       | ○      | ○      | ◎      |
| 加藤智子   |        |       |       | 欠席  |       |       |       |       |       | ◎     |        |        |        |
| 熊江琉唯   |        | ◎     |       | ◎     |       |       |       |       | ○     |       | ○      | ◎      | ◎      |
| 高崎聖子   | 欠席   | 欠席  | 欠席  | 欠席  | 欠席  | ○     | ○     |       | ◎     |       |        | ○      | ◎      |
| 橘花凛     |        | ○     |       |       |       |       |       | ◎     |       |       |        |        | ◎      |
| 菜乃花     |        |       | ○     |       | ○     | ◎     |       | ◎     | ○     |       | ○      |        | ◎      |
| 久松かおり |        | ○     | ○     |       |       |       |       | 欠席  | 欠席  |       | ○      | ○      | ◎      |
| 萌木七海   |        |       |       |       |       |       | ◎     |       |       |       | 欠席   |        |        |
| 里々佳     | 欠席   |       | 欠席  | 欠席  | 欠席  |       |       |       | ○     | ○     | ○      |        |        |

- 以上の結果（番組内発表順）、高崎聖子、久松かおり、菜乃花、橘花凛、大澤玲美、熊江琉唯が日テレジェニック2015の正式メンバー数に選ばれた[2][3]。菜乃花は大悟ジェニックも受賞。レギュラー番組「人気者になろう!NEXT」の配信、メモリアルフォトブック作成、ユニットで歌デビュー、翌年の東京マラソンの出場などが予定されている。
- 番組開始前にオーディションで11人に絞られている。落選者への称号や部門賞は無かった。初めて10代がいない選出者となった[4]。また熊江は初の海外出身の選出者となった。
- 候補生のスキャンダル発覚があったが[5][6][7]、高崎聖子がジェニック受賞を辞退することとなった[8][9]。これによりジェニックは5人となるが、補充昇格はせず活動していく予定である。
- 高崎聖子（2013年ベスト美乳賞・9位）、は2回目の出演[10]。倉持由香、水月桃子（2012年候補生）、鈴木咲が第12回にスポット出演。
- 主なタイトルホルダー
  - 加藤智子：ミスFLASH2014 8代目グランプリ
  - 高崎聖子：プロが選ぶアイドルDVD賞2013新人賞・2014MVP、アサ芸Secretグラドルアワード2013最優秀新人賞
  - 青山ひかる：第1回“ジガドル”コンテスト リリー・フランキー賞、汐留グラビア甲子園2014ファン特別賞、プロが選ぶアイドルDVD賞2014新人賞
- 週刊ヤングマガジンコラボグラビア掲載者（第7回から選考）：青山ひかる、大澤玲美、橘花凛、菜乃花
- 日本テレビ地上波スポーツ番組出演者（第8回から選考）：高崎聖子
- 日本テレビラグビー班と番組がコラボし、候補生が出演したラグビールールVTRが製作されたが、「内容が不適切」との指摘を受け削除され[11]、その映像の一部を紹介した第8回も配信停止（日テレオンデマンド・hulu）となっている。また高崎のジェニック辞退により、日テレプラスでの番組再放送が第2回以降中止となった[12]。
- 放送中にDVDをリリース
  - 7月：里々佳
  - 8月：大澤玲美、菜乃花、青山ひかる
  - 9月：高崎聖子

## スタッフ
- MC：千鳥 (お笑いコンビ)
- ナレーター：コーイチ
- 構成：林田晋一
- 演出：藤井良記、小泉浩之
- プロデューサー：井原亮子
- コンテンツプロデューサー：毛利忍
- 統括プロデューサー：中村博行
- チーフプロデューサー：糸井聖一
- 制作協力：SION
- 企画制作：日本テレビ
- 製作著作：「人気者になろう!」製作委員会